# Miller County (Georgia)
Miller County is een county in de Amerikaanse staat Georgia.
De county heeft een landoppervlakte van 733 km² en telt 6.383 inwoners (volkstelling 2000). De hoofdplaats is Colquitt.